# Плоски-1
Плоски — заповідне урочище місцевого значення. Об'єкт розташований на території Коломийського району Івано-Франківської області, село Торговиця.
Площа — 2,1000 га, статус отриманий у 1983 році.